# Horhi
Horhi (szlovákul Horša) Léva városrésze, korábban önálló falu Szlovákiában, a Nyitrai kerület Lévai járásában.

## Fekvése
Lévától 7 km-re északkeletre, a Szikince (Sikenica)-patak jobb partján fekszik.

## Története
1295-ben a közeli Borfő határjárásában említik először. Neve a régi magyar horh főnévből származik, amely mély vízmosta árkot, mélyútat, horhost jelent.
1552-ben a Horhy család birtokolja, 1629-től a Pomothyaké. A 18. században már kuriális falu, melyben a legjelentősebb családok közül a Belházyak és az Udvardyak említhetőek. 1828-ban 55 háza és 533 lakosa volt. 1876-ban Majláth István, Bars vármegye ispánjának támogatásával épült a népiskola. 1889-ben új épületet kaptak. 1927-ben 346 lakosa 91 házban élt. Régi pecsétje 1770-ből származik.
A falu lakóinak története során főként a mezőgazdaság jelentette a fő megélhetést. Fényes Elek is írja, hogy jó rétekkel, vízimalmokkal rendelkező község volt. A falunak 2 malma is létezett.
A 18. század végén Vályi András így ír róla: „HORHI. Magyar falu Hont Várm. földes Urai több Uraságok, lakosai katolikusok, evangelikusok, és reformátusok, fekszik Lévához nap nyugot felé egy órányira, határja jó tulajdonságú, vagyonnyaikat Báton, boraikat pedig Selymetzen szokták el adni; de Szikintze vize néha házaikat is meg nedvesíti árjával."
Fényes Elek geográfiai szótórában: „Horhi, magyar-tót falu, Honth vmegyében, ut. p. Lévához 3/4 mfd. 100 kath., 161 evang., 82 ref. lak. Jó rétekkel, és vizimalommal. F. u. többen."
Hont vármegye monográfiája szerint: „Horhi, a Szikincze-patak mentén fekvő magyar kisközség, 88 házzal és 370 ág. h. ev. és ev. ref. vallású lakossal; vasúti állomása, postája és távirója Léva. Ősidők óta megült hely, a mit a határában kiásott római tárgyak bizonyítanak. A faluról már 1349-ben oklevél emlékezik meg, mely Horeh alakban jegyzi fel a nevét. A Horhy család névadó birtoka volt, a miről az 1552. évi örökvallás tanuskodik. Később, 1629-ben a Pomoti családot találjuk a birtokban. A XVIII. században nemes közbirtokosság lakta a falut; közöttük legjelentékenyebb volt a Belházy család, melynek 1755-ből való nyárilaka ma is áll és jelenleg Belházy László tulajdona. Ebben a nyaralóban sok becses régi oklevél, könyv, kép és czímer látható. A község ág. h. ev. temploma 1820-ban, az ev. ref. pedig 1869-ben épült."
A trianoni békeszerződésig Hont vármegye Báti járásához tartozott. 1938 és 1945 között újra Magyarország része.
1944-ben 5 zsidó lakost hurcoltak el. 1986-tól Léva városrésze.

## Népessége
1880-ban 211 szlovák és 71 magyar anyanyelvű lakosa volt.
1890-ben 240 szlovák és 87 magyar anyanyelvű lakosa volt.
1900-ban 89 szlovák és 253 magyar anyanyelvű lakta.
1910-ben 356-an lakták, ebből 220 magyar, 133 szlovák és 3 német anyanyelvű volt.
1921-ben 250 csehszlovák és 83 magyar lakosa volt.
1930-ban 328 csehszlovák és 48 magyar lakta.

## Nevezetességei
- Evangélikus temploma 1820-ban épült klasszicista stílusban. A két harangja önálló fa haranglábon állt.
- Református temploma 1869-ben későbarokk stílusban épült.
- A falu barokk kúriája 1755-ben épült a Belházy család számára. 1919-ben elkobozták.
- Természeti látványossága a Horhi-völgy, a Szikince-patak mély szurdokvölgye sok növényi ritkasággal.

## Külső hivatkozások
- Léva város honlapja
- Horhi Szlovákia térképén